# Лејквју (Џорџија)
Лејквју (енгл. Lakeview) насељено је место без административног статуса у америчкој савезној држави Џорџија.

## Демографија
По попису из 2010. године број становника је 4.839, што је 19 (0,4%) становника више него 2000. године.
| Група             | 2000.         | 2010.         |
| Белци             | 4.638 (96,2%) | 4.541 (93,8%) |
| Афроамериканци    | 30 (0,6%)     | 70 (1,4%)     |
| Азијати           | 37 (0,8%)     | 51 (1,1%)     |
| Хиспаноамериканци | 44 (0,9%)     | 61 (1,3%)     |
| Укупно            | 4.820         | 4.839         |